# 纒向型前方後円墳

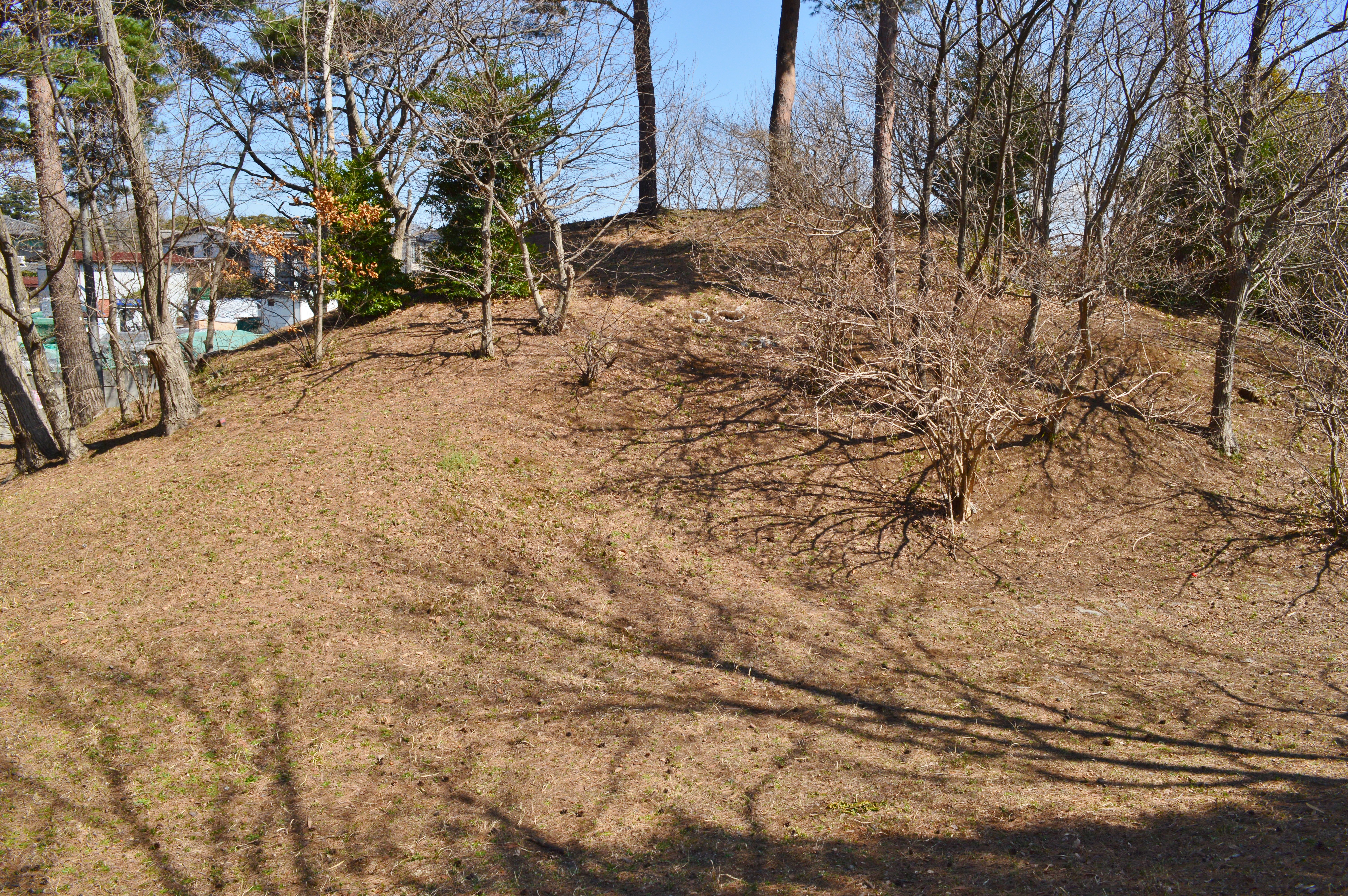
纒向型前方後円墳に位置付けられている千葉県市原市の神門古墳群5号墳。

纒向型前方後円墳（まきむくがたぜんぽうこうえんふん）とは、弥生時代末葉の弥生墳丘墓と古墳時代初頭の出現期古墳の発掘調査や研究・検討の結果、従来は弥生墳丘墓とみられてきた前方後円形をなす墳墓を、古墳として積極的に評価しようという観点から提唱された概念、およびその墳墓。提唱者は寺沢薫である。

## 概要
奈良県立橿原考古学研究所の寺沢薫は、1988年（昭和63年）、奈良県桜井市の纒向遺跡に所在する纒向石塚古墳や纒向矢塚古墳、千葉県市原市の神門古墳群中の神門（ごうど）4号墳・5号墳、福岡県小郡市の津古生掛古墳など墳丘形状が方形の円墳をもつ墳丘墓を「纒向型前方後円墳」として抽出し、これらの墳墓が箸墓古墳や椿井大塚山古墳に代表される定型化した前方後円墳の成立以前および成立期に、「初期ヤマト政権の中枢たる纒向遺跡との政治的、祭祀的関係のもとに成立した」との見解を示した。
このような墳墓は、中国の尺度を使用した一定の規格と類型をもって関東地方から九州地方北部の各地にひろがっており、畿内系の土器を共伴しているのが特徴であり、墳丘の築成法は、単純な盛土によるものではなく、板などで枠をつくり、土をそのなかに盛って杵などでつき固める版築に近い手法で造成されている。また、前方部が低く短く、墳丘全長と後円部・前方部それぞれの長さが3:2:1の比となることが特徴である。そして、いわゆる「前方後円墳」とは、「纒向型前方後円墳の成立以降の諸要素の大量化と巨大化と隔絶性の漸次整備されたもの」であるとしている。
上述の石塚、矢塚のほか纒向勝山古墳、東田大塚古墳、ホケノ山古墳を含めた纒向古墳群に属する5基は、いずれも墳丘規模90-100メートルで、前方部が短く帆立貝のような形状であるなどの共通点を有し、また、その後の調査や研究によって、日本列島の広範囲にわたって出現期古墳に先行する要素をもつ墳丘墓が確認された。

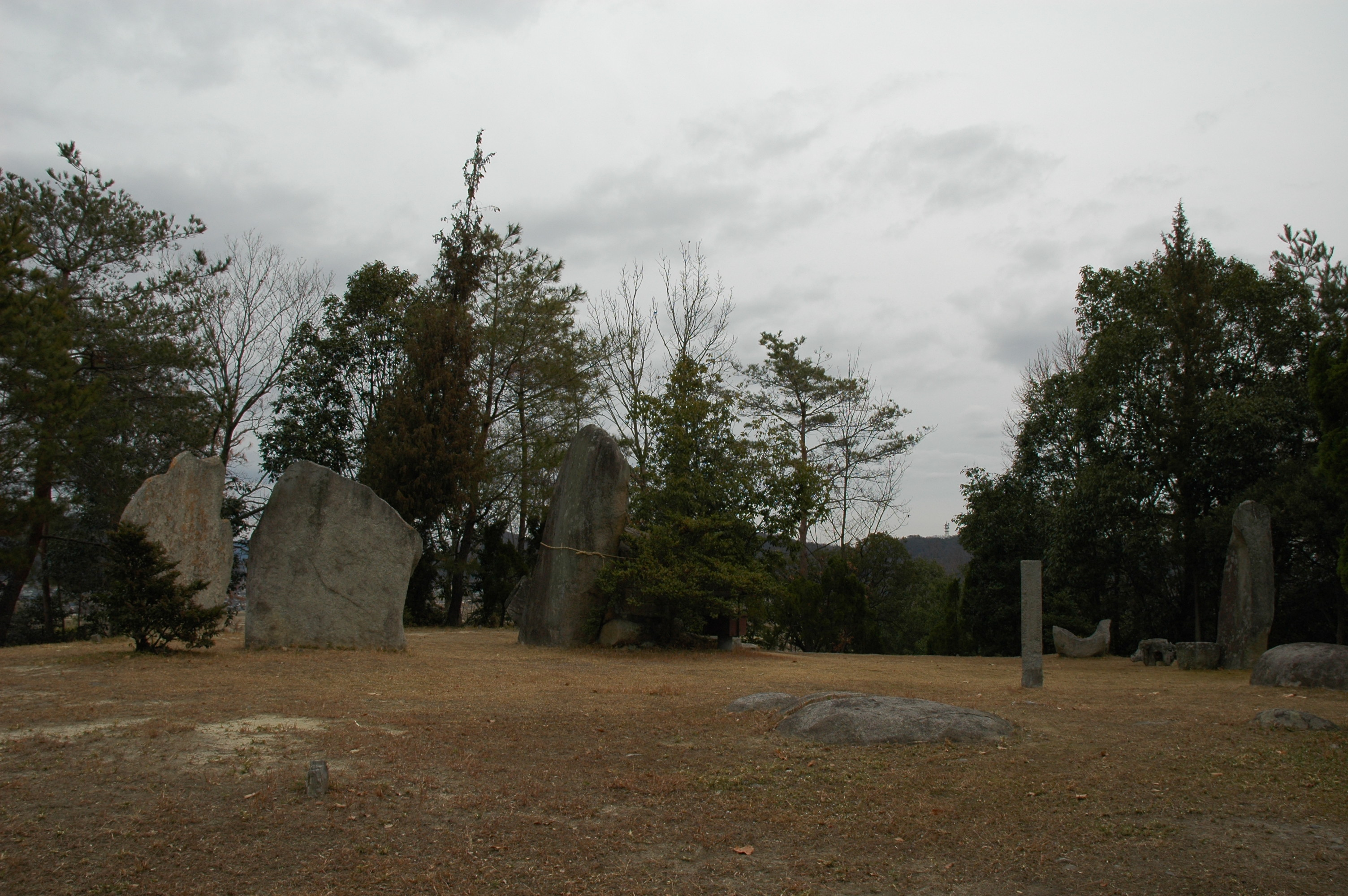
楯築墳丘墓の列石

寺沢は、古墳時代の始まりを「纒向型前方後円墳の出現とそれを生む時代・社会の成立」としており、その原型として、兵庫県加古川市の西条古墳群中の西条52号墓などを掲げている。西条52号墓は、墳丘長約25メートルで、円丘と1つの突出部をもち、弥生墳丘墓と前方後円墳の両方の要素を併せもつ墳丘墓であり、播磨考古学研究集会による報告書（2009年）では3世紀前半の年代があたえられている。
また、「纒向型」の源流は、2世紀末葉の楯築墳丘墓、すなわち岡山県倉敷市の楯築遺跡などにみられる「円丘に3分の1大の明確な方形突出部」をもった墳丘墓であり、円筒埴輪の原型とされる特殊器台・特殊壺の存在とともに、キビ（吉備）の強い影響のもと、3世紀前半、ヤマト王権の王都と目される纒向で成立したというものである。
寺沢の研究は、「箸墓を基準とする定型化した前方後円墳が一朝にして成立したものではないことを示した重要な研究」と高く評価されている。その一方で「定型的前方後円墳の成立よりも、纒向型前方後円墳の成立のほうが大きな画期だとする考えには、必ずしも賛成できない」との意見もある。和田晴吾も、寺沢の研究を踏まえながらも「纒向前方後円形周溝墓」の用語を用いており、広瀬和雄も、纒向石塚古墳を「纒向石塚墳墓」、寺沢称するところの纒向型前方後円墳を「前方後円型墳墓」として弥生墳丘墓に含めるなど慎重な姿勢を示している。また、円丘の両側に突出部を持つ楯築遺跡を纒向型前方後円墳に含めるのは恣意的すぎるとの批判もある。なお、松木武彦は当該墳墓を弥生墳丘墓Ⅵ期に位置づけ「一突起円墓」の呼称を用いている。いっぽう、纒向石塚古墳は、調査担当者の石野博信らによれば、奈良盆地における発生期古墳の1つとみなされている。

## 弥生墳丘墓と前方後円墳のあいだ
「古墳」の定義としては、
1. 高い墳丘をもつ。
2. さまざまな形式の棺と、それを囲む石室などがある。
3. 各種の副葬品をもつ。
4. 埋葬施設は墳頂からあまり深くないところにある。

の4点がかつて考古学者後藤守一によって提唱され、それが一般的にも受け入れられてきたが、近年の発掘調査の進展によって、弥生時代の方形周溝墓や墳丘墓も、ほぼこの規定に該当することが明らかになってきた。寺沢による「纒向型前方後円墳」の提唱も、この定義からすれば不適切なものではなく、もし、これを弥生墳丘墓に含めるならば、本来は、別の観点からの「古墳」の定義が必要である。ただ、弥生時代の墓制は、北部九州・山陰・山陽・近畿・東国の各地域において、吉備における特殊器台・特殊壺をともなう共通儀礼や山陰における四隅突出型墳丘墓の築造など地域的な共通性をともないながらも多様な形態と内容を有していたのに対し、古墳時代の墳墓は、前方後円墳、前方後方墳、円墳、方墳など階層性をともなって墳形が集約され、埋葬施設や副葬品においても全国規模で画一化の傾向が顕著となる。
「墳丘墓」の概念を弥生時代に導入した近藤義郎は、前方後円墳について「首長霊継承儀礼の場」との見解を示し、それがこんにちの定説となっている。近藤は、弥生墳丘墓と前方後円墳との相違点として、
1. 墳形・墳丘規模において「飛躍」がみられること
2. 埋葬構造として長大な割竹形木棺と竪穴式石室を有すること
3. 一定の規範にもとづく副葬品において中国鏡、とくに多数の三角縁神獣鏡をともなうこと

などを掲げている。墳丘規模は、長さも高さも前方後円墳のほうが格段に大きく、墳形は、墳丘墓は方形が主で円形は少ないが、古墳においては円形が主となる。近藤は、これら個々の要素のいくらかは、すでに弥生墳丘墓にもみられるが、前方後円墳はそれを「飛躍的に継承」したものであり、それゆえ「創造的産物」と呼びうるものである、としている。
弥生時代の墳丘墓は地域による個性が顕著であるのに対し、前方後円墳は全国的な普遍性をもって現れたことは、諸首長が共通の墳墓祭祀をもつようになったことを意味するものと考えられる。その意味で、弥生墳丘墓と前方後円墳の築造とのあいだには、政治的には隔絶した差異が認められる。
このようななかで、纒向型前方後円墳あるいは纒向型墳丘墓をどう位置づけるかは難しい問題をはらんでいるが、古代史学者の吉村武彦は、「これらの墳墓の発掘が進んでいない現在、慎重な対応が求められるが、墳丘の企画性や築造技術の一貫性は認めなければならないだろう」としている。

## 纒向型前方後円墳の暦年代
暦年代（絶対年代）の測定に関しては、年輪年代測定が最も精度が高く、約1万年前にさかのぼる時代についても1年単位の測定データを得ることが可能となっている。ただし、樹皮をともなっていない場合には樹木の正確な伐採年は推定によるしかない。
纒向石塚古墳においては、周濠の最下層から出土したヒノキの板材の残存最外年輪の暦年は西暦177年との測定結果が出ている。これについて、年輪年代学の光谷拓実は、残存の辺材部の平均年代幅をもとに推計し、「その伐採年はどうみても200年を下ることはない」と結論づけている。したがって、周濠の年代は、年代幅を最大限に見積もっても2世紀第4四半世紀の造営とみなすことができる。また、纒向勝山古墳は西暦203年から211年という暦年代が得られており、ホケノ山古墳の放射性炭素（14C）年代測定では、出土炭化物から"西暦55年~235年"の数値が得られている。
纒向古墳群中の3基の暦年代は、以上の結果より2世紀後葉から3世紀前半の造営とみなすことができる。

## 纒向型前方後円墳の規模と分布
以下に、「纒向型前方後円墳」の規模と分布等について、寺沢著『王権誕生』（2000）の挿図をもとに作成した表を掲げる。寺沢は、各地の纒向型前方後円墳が纒向諸古墳の2分の1、3分の2、3分の1などの規格で築造された例が少なくないことを指摘しており、下表でも「纒向諸古墳に対する規模」として掲げた。ただし、「墳丘長」「主な出土遺物」は寺沢原図には記載がなく、諸資料より調べたものである。調べがつかなかったものについては空欄としている。なお、「主な出土遺物」では主な副葬品あるいは祭祀のために用いられたとみられる道具のみを掲げ、表面採集の埴輪や土器などは割愛した。当該墳墓の発掘調査がなされていない場合も、副葬品の詳細は不明なので空欄としたが、空欄であることは決して副葬品をともなわないことを意味するものではない。
| 時期                 | 墳墓名                           | 所在地             | 旧国 | 墳丘長 （ｍ） | 纒向諸古墳に 対する規模 | 墳墓群         | 主な出土遺物                                       |
| -------------------- | -------------------------------- | ------------------ | ---- | ------------- | ----------------------- | -------------- | -------------------------------------------------- |
| （参考） ※双方中円墳 | 楯築弥生墳丘墓                   | 岡山県倉敷市       | 備中 | 72            | -                       |                | 水銀朱、ヒスイの勾玉、鉄剣、 ガラス製小玉、管玉    |
| 庄内式 （3C前半）    | 纒向石塚古墳                     | 奈良県桜井市       | 大和 | 96            | -                       | 纒向古墳群     | 弧文円板、 朱塗鶏形木製品                          |
| 庄内式               | 纒向矢塚古墳                     | 奈良県桜井市       | 大和 | 96            | -                       | 纒向古墳群     |                                                    |
| 庄内式               | 纒向勝山古墳                     | 奈良県桜井市       | 大和 | 110           | -                       | 纒向古墳群     | 木製の刀剣把手、団扇                               |
| 庄内式               | 東田大塚古墳                     | 奈良県桜井市       | 大和 | （96→110）    | -                       | 纒向古墳群     |                                                    |
| 庄内式               | ホケノ山古墳                     | 奈良県桜井市       | 大和 | 80            | -                       | 纒向古墳群     | 銅鏃60、鉄鏃60、素環頭大刀、 刀剣類、画文帯神獣鏡3 |
| 庄内式               | 神門4号墳                        | 千葉県市原市       | 上総 | 49            | 1/2                     |                |                                                    |
| 庄内式               | 宮山                             | 岡山県総社市       | 備中 | 38            | 1/3                     |                | 剣、刀、有稜鏃                                     |
| 庄内式               | 山戸4号墳                        | 兵庫県姫路市       | 播磨 |               | 1/4                     |                |                                                    |
| 庄内式               | 萩原1号墳                        | 徳島県鳴門市       | 阿波 | 27            | 1/4                     | 萩原墳墓群     | 画文帯神獣鏡                                       |
| 庄内式               | 椛島山（かばしまやま）           | 佐賀県武雄市       | 肥前 |               | 1/4                     |                | 内行花文明光鏡、素環頭刀子、 勾玉、管玉            |
| 布留0式 （3C後半）   | 石名塚古墳                       | 奈良県天理市       | 大和 | 111           | ×1.2                    | 柳本古墳群     |                                                    |
| 布留0式              | 原口古墳                         | 福岡県筑紫野市     | 筑前 | 80            | 1/1                     |                | 三角縁神獣鏡、直刀、鉄斧、 管玉・丸玉              |
| 布留0式              | 那珂八幡古墳                     | 福岡市博多区       | 筑前 | 75            | 3/4                     |                | 三角縁神獣鏡、勾玉、管玉、 ガラス製小玉            |
| 布留0式              | 端陵（はしのりょう）             | 鹿児島県薩摩川内市 | 薩摩 | 54            | 2/3                     |                |                                                    |
| 布留0式              | 稲葉                             | 福岡県糸島市       | 筑前 |               | 1/2                     | 稲葉古墳群     |                                                    |
| 布留0式              | 小田部（おだっぺ）               | 千葉県市原市       | 上総 | 円部22        | 1/3                     |                | 管玉3、ガラス玉300                                 |
| 布留0式              | 新豊院山2号（しんぽういんやま）  | 静岡県磐田市       | 遠江 | 34            | 1/3                     | 新豊院山古墳群 | 三角縁神獣鏡                                       |
| 布留0式              | 分校マエ山（ぶんぎょうまえやま） | 石川県加賀市       | 加賀 |               | 1/3                     |                |                                                    |
| 布留0式              | 矢藤治山（やとうじやま）         | 岡山県岡山市       | 備前 | 35.5          | 1/3                     |                | 方格規矩鏡1、勾玉1、 ガラス小玉50、鉄斧            |
| 布留0式              | 名島古墳                         | 福岡市東区         | 筑前 | 30            | 1/3                     |                | 三角縁神獣鏡                                       |
| 布留0式              | 双水柴山（そうずいしばやま）2号  | 佐賀県唐津市       | 肥前 | 34.7          | 1/3                     |                |                                                    |
| 布留0式              | 下屋敷1号                        | 宮崎県新富町       | 日向 |               | 1/3                     | 下屋敷古墳群   |                                                    |
| 布留0式              | 大久保1号                        | 愛媛県西条市       | 伊予 |               | 1/4                     |                |                                                    |
| 布留0式              | 下原（しもばる）                 | 大分県国東市       | 豊後 | 25            | 1/4                     |                |                                                    |

寺沢原図では、「纒向型前方後円墳」はさらに多数にのぼることが示されているが、古墳名を記さず、古墳の立地する位置を点でおとしているだけのものがある。上の表に掲げている以外の地域では、長門、丹後、伊勢、信濃、出羽などに点在する。

## 「纒向型」から前方後円墳の定型化へ
上述のように、「纒向型前方後円墳」については、前方後円墳の嚆矢としてみるのではなく弥生墳丘墓の終末段階として理解すべきであるという見解も多く、寺沢の見解は定説にはいたっていない。

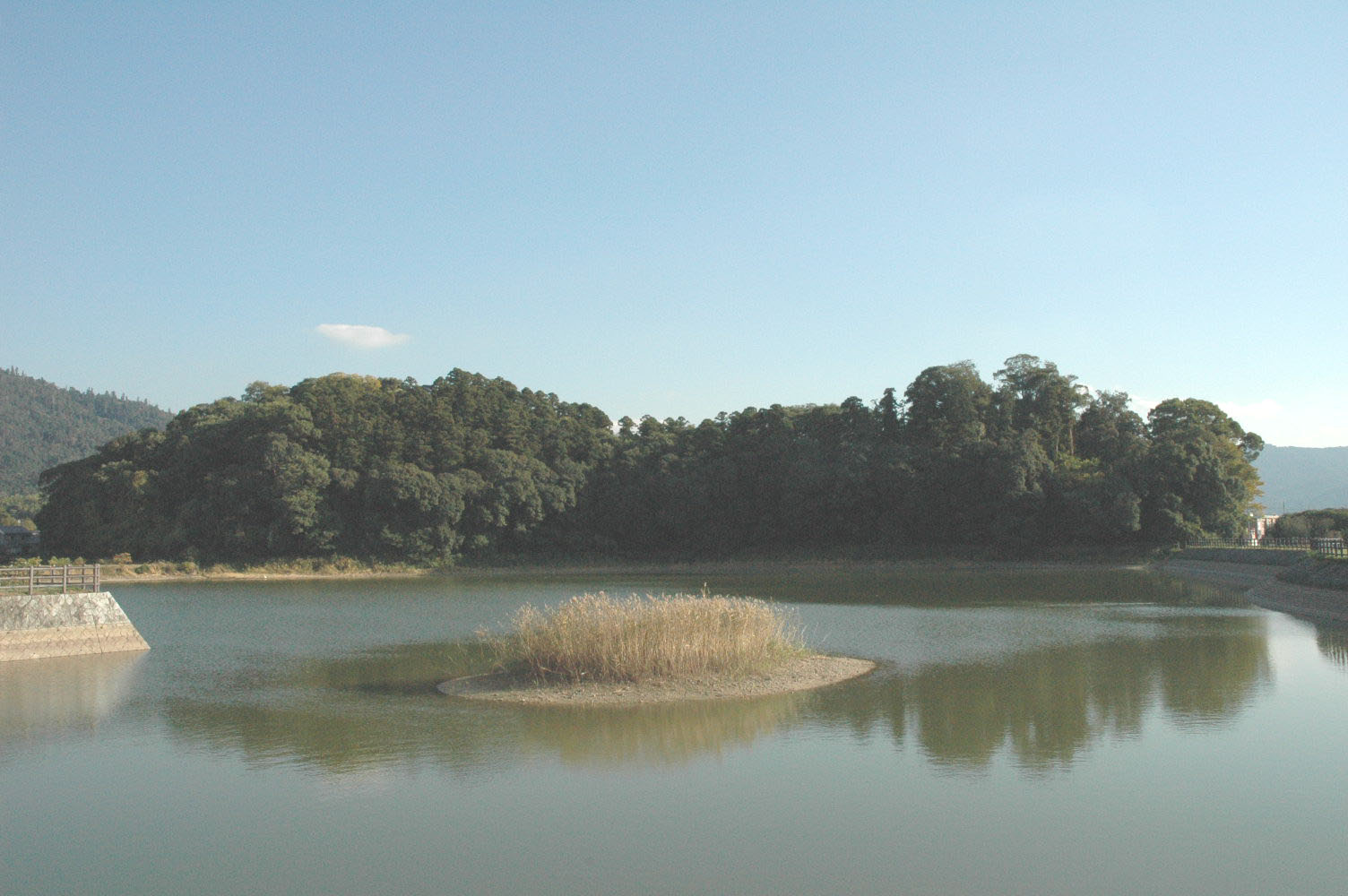
箸墓古墳

寺沢が「纒向型前方後円墳」に「纒向型」を冠する理由について、寺沢自身は「ヤマト王権の王都纒向に造られた纒向型前方後円墳が最も古く、そして最も巨大だから」と述べ、纒向諸古墳と同一規格の縮小版とみなされる古墳が汎列島規模にみられることを指摘して、これら古墳は纒向の地を震源として列島各地に広がったものと主張している。すなわち、「最初の定型化古墳」あるいは「出現期古墳の最古」といわれる箸墓古墳の成立に先だって（「纒向型」の段階で）「纒向型」を基準とする規格性や階層性があったとし、纒向の諸古墳そのものが箸墓古墳（全長278メートル）のおよそ3分の1の規模であることを考慮すると、前方後円墳の定型化は、これら「纒向型」を基本として進行した可能性が高いと述べている。
同時に寺沢は、「纒向型」がヤマトなど近畿地方の弥生時代の首長墓から出現したものではないことを強調しており、むしろ弥生時代後期の近畿中央部においては「前方後円形はもとより円丘墓でさえきわめて例外的」として、その原型を既述のごとく楯築墳丘墓としている。その理由としては、
1. 年代的にみて、楯築墳丘墓の築造が「纒向型前方後円墳」の築造の直前段階にあたること
2. 規模の面でみて、「纒向型前方後円墳」の規模が楯築墳丘墓のそれをわずかに上まわっていること
3. 形状の面からは、楯築墳丘墓の円丘部分の径と前後の突出部の長さの比も2:1であり、突出部を1つはずせば「纒向型前方後円墳」の墳形に酷似すること
4. 祭祀の痕跡をみると、「纒向型前方後円墳」では、楯築墳丘墓でおこなわれたと考えられる首長霊継承儀礼を直接引き継いだことがみてとれること

の4点を掲げている。
そして、「定型化」に際しては、古代中国の「天円地方の思想」を受容し、その影響を受けながらも、北部九州や吉備、播磨、讃岐など中部瀬戸内地域などの前段階の諸要素を、以下のように受け継ぎ総合していった結果であると論じている。
第1点として、首長霊継承の諸要素について、そのための施設として、巨大な墓壙や槨の造営、また、覆屋や立石を建造して「聖なる空間」を演出することなどの点では北部九州・イヅモ（出雲）・瀬戸内地方の要素が採り入れられている。円礫や礫堆を用いることに関しては山陰・山陽地方の、また、大量の朱は主として北九州の、さらに、特殊器台や特殊壺は円筒埴輪の原型としてキビ（吉備）の要素を受けついでいるとみられる。また、首長霊継承のための呪具に関しては、鏡などが破砕されて副葬されることに関しては北九州の、巫女形・家形の土製品、弧帯文様などの諸要素はキビ（吉備）の要素を継承しているとみられる。
第2点としては、新しい祭祀の舞台である墳丘に関しては、円丘と方丘の組み合わせ、葺石・貼石・積石など表面の装飾、墳丘そのものの巨大化など、大陸の影響を受けながらも、瀬戸内地域とくにキビ（吉備）地域の強い影響がみられる。
第3点として、鏡・玉・武器・腕飾類、あるいは鉄器の多量副葬など、威信財・副葬品に関しては、いずれも前代の北部九州の強い影響をみてとれる。
第4点として、立地面を考慮すると、丘陵頂に墳墓が営まれる点では瀬戸内地域の、周濠を営む点では前代の近畿地方の影響が強く認められる。
第5点として、葬送儀礼における供献土器の面では、しばしば穿孔をともなう二重口縁の壺、三種の小形精製土器、いずれも在地の近畿の要素の継承である。
寺沢は、定型的な前方後円墳への過程をこのように説明し、初期ヤマト王権の権力母体は、弥生時代の大和・畿内の勢力を基盤にしたものではなく、したがって、いわゆる「邪馬台国」でもなければ、奈良盆地・近畿中心部における部族的国家連合でもなく、「西日本各地の部族的国家連合による連合政権」ととらえている。邪馬台国論争において寺沢は、邪馬台国畿内説に立ちながらも、従来のような大和中心主義からではなく、むしろ鍵を握ったのは「キビ国連合とその息のかかった中・東部の瀬戸内地域」であったとして弥生時代終末期から古墳時代初期の研究に新視点を提供したのである。